# 林肯国家森林
林肯国家森林（英語：Lincoln National Forest）是美国国家森林局管辖的国家森林，位于新墨西哥州南部，最早于1902年总统令的缘故建立，前身为林肯森林保护区。森林面积1,103,897英畝（4,467.31平方），临近得克萨斯州的边境。